# Gérard Badini
Gérard Badini (Parijs, 16 april 1931) is een Franse jazzsaxofonist (tenorsaxofoon), -klarinettist, -pianist en componist. Hij leidde verschillende groepen, waaronder een bigband.

## Biografie
Badini begon zijn loopbaan in 1952 als klarinettist in het orkest van Michel Attenoux in Monte Carlo. In 1954 toerde hij met Sidney Bechet in Europa. In 1955 vormde hij een trio met Claude Bolling. Na 1958 ging hij meer tenorsaxofoon spelen en werkte hij vooral in het orkest van Claude Bolling, met Jack Diéval en als studiomuzikant. In 1970 richtte hij de groep Les Swingers op, waarmee hij ook in Afrika toerde, en in 1973 Swing Machine. In 1975 toerde hij in Amerika, waaraan ook Sam Woodyard deelnam. Met Woodyard nam hij ook het album Swing Machine op. In 1976 werkte hij met Sonny Payne. Badini keerde in 1977 naar New York terug. In die tijd nam hij platen op met Helen Humes (waarmee hij in 1974 ook in Europa toerde), Roy Eldridge en bijvoorbeeld Clark Terry, tevens speelde hij met een eigen kwartet.
Na zijn terugkeer naar Frankrijk in 1979 kwam hij met een nieuwe Swing Machine, met pianist Alain Jean-Marie, contrabassist Michel Gaudry en drummer Philippe Combelle. In 1984 richtte hij Super Swing Machine op, een bigband met achttien musici, waarmee hij optrad op talrijke Europese jazzfestivals, waarin in Montreux, en op de tv.
In 1992 kreeg Gérard Badini een Grand Prix du Jazz (van SACEM) en in 1993 een Prix Boris Vian (van de Académie du Jazz).
In 2006 nam hij het album Scriabin's Groove, gebaseerd op zes pianostukken van  Alexander Scriabin. De plaat werd geproduceerd door zijn zoon Jérôme Badini.

## Discografie (selectie)

### Als leider
- A Night at the Popcorn (Black & Blue, 1975) met Sam Woodyard, Milt Buckner, Jimmy Woode
- The Swing Machine (Black & Blue, 1973-77) met Sam Woodyard, Cootie Williams, Cat Anderson, Raymond Fol, Michel Gaudry
- French Cooking (1980)
- Mr Swing Is Still Alive (1985)
- Mr Swing Meets Claude Debussy (1991)
- Swingin' Marilyn (1994)
- French Cooking (2003)
- Scriabin's Groove (2006)

### Als 'sideman'
- Cat Anderson: Plays W.C. Handy (Black & Blue, 1977/78)
- Jimmy Archey & Michel Attenoux & His Orchestra: Jazz in Paris - Jazz at St. German des Pres (Emarcy)
- Sidney Bechet: St Louis Blues (1954)
- Paul Gonsalves: The World Is Sad and Blue (1969)
- Lionel Hampton: Ring Dem Vibes (Emarcy, 1976)
- Helen Humes: Sneaking Around (Black & Blue,  1974)